# 胡儼
胡 儼（こ げん、1361年 - 1443年）は、明代の学者・官僚。字は若思。本貫は隆興府南昌県。

## 生涯
若くして学問をたしなみ、天文・地理・律暦・医卜など広範な分野を極めた。洪武年間、挙人として華亭教諭に任じられた。母が死去したため、辞職して喪に服した。喪が明けると、長垣教諭に転じた。働きやすい地を求めて、余干教諭に転じた。学官が都合のいい任地を求めて許可されるのは、胡儼の例から始まった。
1399年（建文元年）、推薦を受けて桐城知県に任じられた。桐陂水の分水工事を実施し、田地を灌漑して、農民の福利を図った。桐城県に虎が出現して人を傷つける事件が発生し、胡儼が斎戒沐浴して神に報告すると、虎は逃げ去り、桐城県の人はこの神を朱邑祠に祀ったという。1402年（建文4年）、副都御史の練子寧の推薦を受けて建文帝の帷幄に招かれたが、燕王朱棣の軍がすでに長江を渡っていた。
永楽帝（朱棣）が即位すると、胡儼は自ら欽天監試の受験を申し出た。試験がおこなわれると、胡儼が星象経緯と気候の学問に通じていることが報告された。ほどなく解縉の推薦により、翰林検討に任じられ、解縉らとともに文淵閣に宿直し、侍講に転じ、左庶子に進んだ。父が死去したため辞職して喪に服したが、まもなく原職に復帰した。1404年（永楽2年）9月、国子監祭酒に任じられた。胡儼の法の運用は厳しく、事にかこつけて帰郷した国子生が罪に問われて、辺境での兵役につかされた。
1409年（永楽7年）、永楽帝が北京に行在を移すと、胡儼は北京に召し出された。1410年（永楽8年）、永楽帝が第一次漠北遠征をおこなうと、胡儼は祭酒のまま侍講を兼ね、翰林院の事務を管掌し、皇太孫朱瞻基を補佐して北京の留守をつとめた。1421年（永楽19年）、北京の国子監祭酒に転じた。胡儼は『太祖実録』・『永楽大典』・『天下図志』重修の総裁官にあてられた。1425年（洪熙元年）、病のため帰休を願い出ると、洪熙帝に労をねぎらわれ、祭酒を兼ねたまま太子賓客に進んだ。致仕して帰郷した。
宣徳帝が即位すると、胡儼は礼部侍郎として召されたが、辞退して家に帰った。家居すること20年、地方の重臣たちはみな胡儼に対して師礼を取った。1443年（正統8年）8月、死去した。享年は83。著書に『頤菴集』30巻があった。